# Lilana Tomowa
Lilana Tomowa Tomowa, po mężu Todorowa (bułg. Лиляна Томова Томова-Тодоровa, ur. 9 sierpnia 1946 w Płowdiwie) – bułgarska lekkoatletka, sprinterka i biegaczka średniodystansowa, dwukrotna medalistka mistrzostw Europy w 1974.
Startowała z powodzeniem zarówno w biegu 400 metrów, jak i na dłuższych dystansach. Odpadła w półfinale biegu na 400 metrów na halowych mistrzostwach Europy w 1973 w Rotterdamie. Zwyciężyła w biegu na 800 metrów na uniwersjadzie w 1973 w Moskwie. 
12 sierpnia 1973 w Sofii ustanowiła rekord świata w sztafecie 4 × 800 metrów czasem 8:08,6 (sztafeta bułgarska biegła w składzie: Swetła Złatewa, Tomowa, Tonka Petrowa i Stefka Jordanowa). Zajęła 2. miejsce w biegu na 400 metrów w finale pucharu Europy w 1973 w Edynburgu. Nie ukończyła biegu finałowego na 800 metrów na halowych mistrzostwach Europy w 1974 w Göteborgu.
Tomowa zdobyła dwa medale na mistrzostwach Europy w 1974 w Rzymie: złoty w biegu na 800 metrów, wyprzedzając Gunhild Hoffmeister z Niemieckiej Republiki Demokratycznej i Marianę Suman z Rumunii oraz srebrny w biegu na 1500 metrów, za Hoffmeister, a przed Grete Andersen z Norwegii. Została uznana za najlepszego sportowca Bułgarii w 1974. 30 sierpnia 1975 w Sofii poprawiła własny rekord świata w sztafecie 4 × 800 metrów wynikiem 8:05,2 (sztafeta bułgarska biegła w składzie: Nikolina Szterewa, Tomowa, Rosica Pechliwanowa i Złatewa). Tomowa zajęła 3. miejsce w biegu na 800 metrów finale pucharu Europy w 1975 w Nicei.
Zdobyła srebrny medal w biegu na 800 metrów na halowych mistrzostwach Europy w 1976 w Monachium, za swą rodaczką Nikoliną Szterewą, a przed Giselą Klein z Republiki Federalnej Niemiec. Na igrzyskach olimpijskich w 1976 w Montrealu odpadła w półfinale biegu na 800 metrów i eliminacjach sztafety 4 × 400 metrów.
Tomowa odnosiła również sukcesy mistrzostwach krajów bałkańskich: zwyciężyła w biegu na 400 metrów w 1973 i w biegu na 1500 metrów w 1974. 
Była mistrzynią Bułgarii w biegu na 400 metrów w latach 1967–1969, 1972 i 1973 oraz w biegu na 800 metrów w 1972, a także halową mistrzynią swego kraju w biegu na 400 metrów w 1976.
Czterokrotnie poprawiała rekord Bułgarii w biegu na 400 metrów do czasu 51,99 s, uzyskanego 4 sierpnia 1973 w Warszawie, jeden raz w biegu na 1500 metrów rezultatem 4:04,97, osiągniętym 8 września 1974 w Rzymie oraz czterokrotnie w sztafecie 4 × 400 metrów do czasu 3:28,80 (4 sierpnia 1973 w Warszawie). Rekord życiowy Tomowej w biegu na 800 metrów został ustanowiony 4 września 1974 w Rzymie i wynosił 1:58,14.